# Ред и закон (франшиза)
Ред и закон је медијска франшиза састављена од бројних сродних америчких телевизијских серија које је створио Дик Волф и продуцирао Wolf Entertainment. Првобитно су емитовани на НБЦ-у и сви се баве неким аспектом система кривичног правосуђа. Заједно, изворна серија, њени различити ograncи, ТВ филм и укрштене епизоде из других серија чине преко 1000 сати програма.
Заједнички ликови и измишљене организације, као што су Универзитет "Хадсон" и таблоид Новојоршка књига, служе као везе између серија. Многи споредни ликови, као што су окружни тужиоци, психолози и лекари, такође се деле у серијама. Повремено долази до укрштања главних ликова или заједничких прича између две серије. Неколико главних ликова је такође напустило глумачку поставу једне серије у оквиру франшизе да би се на крају придружило другој. Музика, стил и кредибилитет серија обично су слични, а глас на отварању сваке серије изводи Стивен Зирнкилтон. Серије деле култни звучни ефекат „дам, дам“ закључавања затворске ћелије који је, заједно са тематским песмама, створио Мајк Пост. Претходне епизоде америчке серије су повезане са месним радио станицама, заједно са кабловским каналима као што су САД Мрежа и Браво (оба у власништву продукцијске куће франшизе NBCUniversal), ТНТ, ВГН Америка, Ион Телевизија, и СанденсТВ и ВеТВ друштва АМЦ Мрежа, приказујући епизоде понекад и до шест пута дневно. Његову надмоћност на новонасталој платформи за пренос NBCUniversal-а Peacock („...19 зилиона реприза...“) забележио је Волстритски журнал у јануару 2024.
Октобра 2012. директор серије и извршни продуцент Одељења за специјалне жртве Ворен Лајт рекао је о будућности франшизе Ред и закон: „[Дик Волф и ја] понекад уопштено разговарамо о томе где би (франшиза) могла да иде. Радознао сам да видим да ли постоји још једна итерација негде доле“, каже он. „Трудимо се да одржимо одређени ниво квалитета због чега су, по мом мишљењу, серије тако добро одржаване у репризама. И волео бих да верујем да на неки начин има места за још једну генерацију.“ У фебруару 2015, НБЦ је наводно занимало да врати водећу варијанту Ред и закон као ограничену серију. Дана 28. септембра 2021. НБЦ је објавио да је наручена 21. сезона.
Седам телевизијских серија чине франшизу Ред и закон: Ред и закон, Одељење за специјалне жртве, Злочиначке намере, Суђење пред поротом, Лос Анђелес, истинити злочин и Организовани криминал. Све серије укупно имају 1.325 епизода у 65 телевизијских сезона.

## Текуће серије

### Ред и закон
22 сезоне, 488 епизода (13. септембар 1990 – 24. мај 2010; 24. фебруар 2022 – данас)
Ред и закон, крими-процедурална серија, обухвата полицијску истрагу злочина откривеног током хладног отварања и случај оптужбе који је износи окружни тужилац округа Њујорк ружилаштва на Менхетну. Првих тридесет минута епизоде обично укључује водећи детективски тројац. Дана 14. маја 2010. НБЦ је објавио да укида изворну серију, иако ће се разни огранци наставити. Завршница серије је емитована 24. маја 2010. Волф је накратко покушао да настави серију путем кабловске, али се серија „преместила у историјске уџбенике“.
Дана 28. септембра 2021. НБЦ је објавио да је наручена 21. сезона.

### Ред и закон: Одељење за специјалне жртве
24 сезона, 538 епизода (20. септембар 1999 – данас)
ОСЖ прати случајеве које истражују капетанка полиције Оливија Бенсон (Маришка Харгитеј) и њене колеге из Одељења за специјалне жртве Менхетна. Фокус серије је на детективима који истражују сексуалне деликте и злочине над децом, старијима и инвалидима.

### Ред и закон: Огранизовани криминал
3 сезоне, 52 епизода (1. април 2021 – данас)
Организовани криминал прати случајеве које истражује бивши детектив ОСЖ-а Елиот Стаблер (Кристофер Мелони) као део радне групе у оквиру Службе за борбу организованог криминала на челу са наредницом Ајаном Бел (Данијел Мон Труит). Фокус серије је на детективима који истражују мафијаше и друге злочиначке синдикате. Дана 31. марта 2020, НБЦ је наручио сезону од 13 епизода тада неназваног огранка Одељења за специјалне жртве са Кристофером Мелонијем у улози Стаблера, сада у радној групи за организовани криминал МУП-а. Мелони је раније глумио у ОСЖ-у од 1999. до 2011. Потврђено је да је назив серије Ред и закон: Организовани криминал. Сценариста Крег Гор отпуштен је из серије у јуну након реакције на објаву на друштвеним мрежама. Када је НБЦ објавио свој јесењи распоред 16. јуна, Организовани криминал је био једина нова серија на распореду која се емитовала четвртком у 22:00. Због прекида снимања у вези са Ковидом 19, сезона је скраћена на осам епизода и премијерно је приказана 1. априла 2021.

## Најављена/предстојећа серија

### Ред и закон: Торонто
Предстојећа канадска серија заснована на Злочиначким намерама најављена је почетком јуна 2023. Дана 16. октобра 2023. објављена су имена глумаца: Ејден Јанг као детектив наредник Хенри Граф, Кетлин Манро као детективка наредница Френки Бејтмен, Карен Робинсон као инспекторка Вивијен Холнс, К. К Колинс као заменик крунског тужиоца Тео Форестер, Никола Кореја-Дамуд као форензичка патологиња др. Луси да Силва и Араја Менгеша као стручњак за технологију Марк Јоханес. Серија ће имати канадске таленте и испред и иза камере, укључујући одељење за писање и продукцију. Иако ће серија бити део универзума Ред и закон, тек треба да се утврди да ли ће доћи до било каквих укрштања.

## Завршене серије

### Ред и закон: Злочиначке намере
10 сезона, 195 епизода (30. септембар 2001 – 26. јун 2011)
Злочиначке намере се усредсређују на случајеве високог профила које истражује Одељење за тешка кривична дела. Посебна пажња посвећена је радњама криминалаца који се гоне, често укључујући сцене из живота жртве или починиоца без учешћа полиције, чиме се даје наговештај о „злочиначкој намери“. Приказани детективи (Винсент Д'Онофрио и Кетрин Ерб за већину серијала, укључујући последњу сезону) често су покушавали да се убаце у ум осумњиченог. Џулија Ормонд и Џеј О. Сандерс такође глуме у десетој сезони серије. Јединствено за франшизу, парови детектива су се смењивали епизоде од 5. до 8. сезоне. Дана 15. јула 2011. копредседник САД Мреже Џеф Вател потврдио је да ће се Ред и закон: Злочиначке намере завршити после десете сезоне.

### Ред и закон: Суђење пред поротом
1 сезона, 13 епизода (3. март 2005 – 21. јануар 2006)
Суђење пред поротом са Биби Њувирт, Ејми Карлсон и Џеријем Орбаком у главним улогама праћено је припремама правних екипа, и тужилаштва и одбране, за суђење са поротом. Ово је био први огранак Реда и закона који је отказан због ниске гледаности. Орбакова смрт (која се догодила док је серија била у продукцији) била је још један чинилац за отказивање емисије.

### Ред и закон: Лос Анђелес
1 сезона, 22 епизоде (29. септембар 2010 – 11. јул 2011)
Првобитно названа Ред и закон: Лос Анђелес, ЛА била је прва америчка Ред и закон серија смештена ван Њујорка. Као и код изворне серије, првих пола сата серије било је усредсређено на полицијску истрагу злочина откривеног на хладном отварању, а други део се одржало у окружном тужилаштву Лос Анђелеса и усредсређивало се на кривично гоњење осумњиченог(их) злочина. Дана 13. маја 2011. године, Ред и закон: ЛА је отказао НБЦ након само једне сезоне, али његова последња епизода је емитована тек 11. јула 2011.

### Ред и закон: Истинити злочин
1 сезона, 8 епизода (26. септембар – 14. новембар 2017.)
У априлу 2016, Волф и НБЦ су објавили да раде на Истинитом злочину, антологијској серији која ће пратити један значајан истинит случај по сезони. У првој сезони, под називом Ред и закон: Истинити злочин − Убиство Менендезових глуме Еди Фалко као Лесли Абрамсон, Гастон Вилануева и Гас Халпер као Лајл и Ерик Менендез. Премијерно је приказана 26. септембра 2017. а своју прву сезону закључила је 14. новембра. Серија је тренутно на паузи.

## У развоју/непроизведене серије

### Ред и закон: Злочини из мржње
У септембру 2018, НБЦ је објавио да је дао наруџбу од 13 епизода за нови део франшизе под називом Ред и закон: Злочини из мржње који ће бити представљен у серији Ред и закон: Одељење за специјалне жртве. Касније, 4. марта 2019, НБЦ је рекао да ће се серија вратити у поновни развој како би се разрадио концепт и да се такво представљање у ОСЖ-у неће догодити. Серија је поново рекламирана 2020. као део вишегодишњег уговора потписаног са творцем Диком Волфом. Серија ће се вероватно преселити на Peacock због речника од јуна 2020.

### Ред и закон: За одбрану
НБЦ је 3. маја 2021. дао директну наредбу за Ред и закон: За одбрану, нову правну драму творца Волфа која ће погледати унутар одбране од злочина. Премиса наручене серије била је да се браниоци ставе под микроскоп заједно са системом кривичног правосуђа, а сваке недеље да буду савремене приче о моралу. НБЦ је 14. маја објавио да ће серија бити премијерно приказана током телевизијске сезоне 2021–2022, предводећи тројац франшизних Ред и закон серија четвртком на исти начин као и групација Чикаго мреже средом. Дана 15. јула, више трговачких публикација је известило да су се НБЦ и Волф заједнички договорили да укину серију која још није имала ниједну улогу и да је другачији огранак (касније откривен као оживљавање изворне серије) у радовима.

## Медији

### Филм
Франшиза Ред и закон има један ТВ филм Изгнан: Филм Ред и закон (1998). Крис Нот понавља своју улогу Мајка Логана док филм истражује шта се догодило лику након одласка из изворне серије.

### ТВ специјал
ТВ специјал под називом Пејли центар поздравља Ред и закон: Пре него што су били звезде премијерно је приказан 12. новембра 2020. године пре премијере 22. сезоне ОСЖ-а.

### Игрице
Франшиза је такође покренула низ видео игара за рачунар у којима се појављују тада актуелни чланови ТВ серије.
Типичан ток већине игара прати формат изворне серије са играчем који истражује злочин уз саслушање сведока и испитивање доказа. Након хапшења, играч затим покреће случај са изазовима као што је одабир одговарајућих питања за сведоке на трибини, препознавање неприкладних питања како би се изнели приговори и одабир најубедљивијих аргумената за судију да дозволи одређене доказе на суду.
- Ред и закон: Смрт на новцу
- Ред и закон: Двоструко или ништа
- Ред и закон: Правда је задовољена
- Ред и закон: Злочиначке намере
- Ред и закон: Нaслеђе

## Укрштања
У систему кривичног правосуђа, неке убице су толико изопачене да је потребно више полицијских агенција да их приведу правди.
Ово је једна од тих истрага.

– Специјална уводна нарација коју је изговорио Стивен Зирнкилтон.
Следећа табела наводи све приче са укрштањима у франшизи Ред и закон.
| Укрштање                           | Укрштање                           | Укрштање         | Назив епизоде | Глумци који се појављују у серијама | Датум емитовања                       | Опис | Врста                         |
| Серија A                           | Серија Б                           | Серија В         | Назив епизоде | Глумци који се појављују у серијама | Датум емитовања                       | Опис | Врста                         |
| ---------------------------------- | ---------------------------------- | ---------------- | --- | --- | ------------------------------------- | --- | ----------------------------- |
| Одељење за убиства                 | Ред и закон                        | Н/Д              | "Неред и закон" (Одељење за убиства С03E15) | Појављује се у серији A: Крис Нот | 24. фебруар 1995.                     | Детектив Мајк Логан се састаје са Пемблтоном како би предао бегунца који је побегао из Балтимора у Њујорк. | На кратко                     |
| Нови Јорк на тајном задатку        | Ред и закон                        | Н/Д              | "Смак се враћа" (Нови Јорк на тајном задатку С03E07) | Појављује се у серији А: Керолин Мекормик | 7. новембар 1996.                     | После догађаја на послу, детективка Нина Морено одлази код др. Елизабет Оливет на саветовање. | Гостовање                     |
| Ред и закон                        | Одељење за убиства                 | Н/Д              | "Град чари" (Ред и закон С06E13) "За Бога и државу" (Одељење за убиства С04E12)                                                                                             | Појављују се у серији A: Ричард Белзер, Кајл Секор, Андре Брауер Појављују се у серији Б: Бенџамин Брет, Џери Орбак, Џил Хенеси | 7. фебруар 1996. 9. фебруар 1996.     | Бриско и Куртис се сукобљавају са Пемблтоном и Бејлисом који су дошли у Њујорк да истраже експлозију у метроу која личи на нерешени бомбашки напад у Балтимору. | Дводелна унакрсна епизода     |
| Ред и закон                        | Одељење за убиства                 | Н/Д              | "Мала, ти си" (Ред и закон С08E06) (Одељење за убиства С06E05) | Појављују се у серији A: Ричард Белзер, Џон Сида, Јафет Кото, Жељко Иванек Појављују се у серији Б: Бенџамин Брет, Џери Орбак, Сем Вотерстон, Кери Лоуел | 12. новембар 1997. 14. новембар 1997. | Фалсон и Манч се удружују са Бриском и Куртисом да истраже убиство 14-годишње девојчице. Они прате осумњиченог од Њујорка до Балтимора. | Дводелна унакрсна епизода     |
| Ред и закон                        | Одељење за убиства                 | Н/Д              | "Споредан расплет" (Ред и закон С09E14) (Одељење за убиства С07E15) | Појављују се у серији А: Ричард Белзер, Мајкл Мишел, Жељко Иванек Појављују се у серији Б: Бенџамин Брет, Џери Орбак, Сем Вотерстон | 17. фебруар 1999. 19. фебруар 1999.   | Бриско и Кертис се поново удружују са Мунком и Шепардом да истраже убиство владиног радника и разоткрију везу са Белом кућом. | Дводелна унакрсна епизода     |
| Ред и закон: ОСЖ                   | Ред и закон                        | Н/Д              | "...Или само личи на једну" (ОСЖ С01E03) | Појављују се у серији A: Џеси Л. Мартин, Џери Орбак, Керолин Мекормик | 4. октобар 1999.                      | Детективи Бриско и Грин помажу 16. станици када је њихова жртва убиства такође била сведок у случају ОСЖ-а. У међувремену, детектив Стаблер тражи савет од др. Оливет у вези са својом ћерком и анорексијом.                                                           | Гостовање                     |
| Ред и закон: ОСЖ                   | Ред и закон                        | Н/Д              | "Право" (ОСЖ С01E15) (Ред и закон С10E14) | Појављују се у серији A: Енџи Хармон, Стивен Хил, Џеси Л. Мартин, Џери Орбак, Сем Вотерстон Појављују се у серији Б: Ден Флорек, Мариска Харгитеј, Кристофер Мелони, Ричард Белзер | 18. фебруар 2000.                     | Детективи ОСЖ-а се удружују са детективима одељења за крвне деликте из 27. да истраже убиство продавца, доводећи их до политички утицајне породице. Када је случај дошао на суд, Мекој сматра да је глава породице велики противник.                                   | Дводелна унакрсна епизода     |
| Ред и закон                        | Ред и закон: ОСЖ                   | Н/Д              | "Љубавно лудило" (Ред и закон С10E15) | Појављују се у серији A: Мариска Харгитеј, Кристофер Мелони | 23. фебруар 2000.                     | Детективи Бенсонова и Стаблер помажу 27. станици у проналажењу осумњиченог за убиство. | Гостовање                     |
| Ред и закон: Злочиначке намере     | Ред и закон                        | Н/Д              | "Један" (Злочиначке намере С01E01) | Појављује се у серији A: Дајен Вист | 30. септембар 2001.                   | Детектив Горен и ПОТ Карвер раде на томе да осигурају поверење тужитељке Норе Луин у њихово решавање случаја убиства. | Гостовање                     |
| Ред и закон: Злочиначке намере     | Ред и закон                        | Н/Д              | "Отров" (Злочиначке намере С01E07) | Појављује се у серији A: Џеси Л. Мартин, Џери Орбак | 11. новембар 2001.                    | Детективи Одељења за тешка кривична дела Горен и Имсова разговарају са детективима за убиства Бриском и Грином о случају убиства који може бити повезан са њиховим случајем тровања цијанидом.                                                                         | Гостовање                     |
| Ред и закон: Злочиначке намере     | Ред и закон                        | Н/Д              | "Значка" (Злочиначке намере С01E20) | Појављује се у серији A: Ш. Епата Меркерсон | 28. април 2002.                       | Детективи Горен и Имсова испитују поручницу Аниту Ван Бјурен о бившем полицајцу коме је написала писмо препоруке за кога је сада осумњичена за низ убистава. | Гостовање                     |
| Ред и закон                        | Ред и закон: Суђење пред поротом   | Н/Д              | "Споменик" (Ред и закон С15E20) "Костур" (Суђење пред поротом С01E08) | Појављују се у серији Б: Денис Фарина, Џеси Л. Мартин, Ш. Епата Меркерсон, Сем Вотерстон, Ричард Белзер | 13. и 15. априла 2005.                | Грин је рањен док је водио сведока убиства на суђење, што је довело до тога да се Фонтана удружи са Салазаром и открије везе са порно магнатом. | Дводелна унакрсна епизода     |
| Ред и закон: ОСЖ                   | Ред и закон: Суђење пред поротом   | Н/Д              | "Ноћ" (ОСЖ С06E20) "Дан" (Суђење пред поротом С01E11) | Појављују се у серији А: Биби Њувирт, Кирк Асеведо, Фред Далтон Томпсон Појављују се у серији Б: Кристофер Мелони, Мариска Харгитеј, Дајен Нил, Тамара Тјуни, Керолин Мекормик | 3. мај 2005.                          | Мушкарац је осумњичен за силовање, а на суђењу су откривене чињенице о његовој адолесценцији. | Дводелна унакрсна епизода     |
| Ред и закон: ОСЖ                   | Ред и закон                        | Н/Д              | "Израда" (ОСЖ С07E02) "Мана" (Ред и закон С16E02) | Појављују се у серији Б: Мариска Харгитеј, Ајс Ти | 27. и 28. септембар 2005.             | Преварантски двојац мајке и ћерке извлачи се са преваром, а затим им се суди за убиство. | Дводелна унакрсна епизода     |
| Пресуда                            | Ред и закон                        | Н/Д              | "Пробна" (Пресуда С01E01) | Појављује се у серији A: Фред Далтон Томпсон | 3. март 2006.                         | Када је ПОТ убијен, Александра Кабот почиње да ради као шефица њујоршког бироа док огранак тужилаштва окупља људе. | На кратко                     |
| Ред и закон: Злочиначке намере     | На јавном месту                    | Н/Д              | "Уговор" (Злочиначке намере С07E12) | Појављује се у серији A: Мери Мекормик | 15. јун 2008.                         | Када је колумниста славних трачева убијена, истрага заменице шерифа Мери Шенон о осумњиченом Френку Чесу одводи је до Логана и Вилерове у Њујорку. | На кратко                     |
| Ред и закон: ОСЖ                   | Ред и закон: ЛA                    | Н/Д              | "Понашање" (ОСЖ С12E03) | Појављује се у серији A: Скит Улрих | 29. септембар 2010.                   | Детективка Оливија Бенсон ради са детективом МУП-а из ЛА Рексом Винтерсом у Лос Анђелесу како би открила доказе који би помогли да се силоватељ у Њујорку осуди. | Гостовање                     |
| Ред и закон: ОСЖ                   | Ред и закон: ЛA                    | Н/Д              | "Надокнада" (ОСЖ С12E21) | Појављује се у серији A: Теренс Хауард | 6. април 2011.                        | Заменик тужиоца Џо Декер одлази у Њујорк из ЛА да брани свог брата од тетке када је оптужен за силовање. | Гостовање                     |
| Ред и закон: ОСЖ                   | Ред и закон: Злочиначке намере     | Н/Д              | "Прихватљиви губитак" (ОСЖ С14E04) | Појављује се у серији A: Кетрин Ерб | 17. октобар 2012.                     | Након одласка из Одељења за тешка кривична дела, поручница заједничке оперативне групе Александра Имс пресреће истрагу ОСЖ-а о трговини људима када је једна од жртава осумњичена за тероризам.                                                                        | Гостовање                     |
| Ред и закон: ОСЖ                   | Ред и закон: Злочиначке намере     | Н/Д              | "Отровна побуда" (ОСЖ С14E22) | Појављује се у серији A: Кетрин Ерб | 8. мај 2013.                          | Када је Ролинсова постала жртва снајпериста, Александра Имс се поново уједињује са Бенсоновом да истражи аспекте случаја у домовини. | Гостовање                     |
| Ред и закон: ОСЖ                   | Одељење за убиства                 | Н/Д              | "Прича из Земље чуда" (ОСЖ С15E05) | Појављује се у серији A: Кларк Џонсон | 16. октобар 2013.                     | Детектив из Балтимора Мелдрик Луис одлази у Њујорк да присуствује одласку свог бившег колеге Џона Манча у пензију. | На кратко                     |
| Ред и закон: ОСЖ                   | Ред и закон                        | Н/Д              | "Слом у Џерзију" (ОСЖ С15E12) | Појављује се у серији A: Алана де ла Гарза | 22. јануар 2014.                      | ПОТ Барба тражи помоћ од бивше ПОТ и ЗОТ из ЛА Кони Рубирозе која је сада помоћница америчког тужиоца. | Гостовање                     |
| Ред и закон: ОСЖ                   | Чикашки СУП                        | Н/Д              | "Настраности у стрипу" (ОСЖ S15E15) "Скупови" (Чикашки СУП С01E06) | Појављује се у серији A: Софија Буш Појављују се у серији Б: Ајс Ти, Кели Гидиш, Дејвид Ајгенберг | 26. фебруар 2014.                     | Чикашка детективка Ерин Линдзи тражи помоћ од полиције Њујорка у решавању низа силовања и убистава, па Тутуола и Ролинс одлазе у Чикаго да помогну Војту и Антонију да ухвате кривца.                                                                                  | Дводелна унакрсна епизода     |
| Чикашки пламен                     | Ред и закон: ОСЖ                   | Чикашки СУП      | "Да нико ништа није пипнуо" (Чикашки пламен С03E07) "Чикашко укрштање" (ОСЖ С16E07) "Само преко мене мртвог" (Чикашки СУП С02E07)                                           | Појављују се у серији A: Џејсон Бег, Софија Буш, Кели Гидиш Појављују се у серији Б: Џејсон Бег, Софија Буш, Џеси Ли Софер Појављују се у серији В: Мариска Харгитеј, Дени Пино, Кели Гидиш | 11. и 12. новембар 2024.              | Када Ватрогасна станица 51 спасе власника куће у пламену, затекну га како држи сумњиву кутију па је обавештајна јединица доведена на даљу истрагу, што их наводи да раде са ОСЖ на уклањању прстена са дечјом порнографијом.                                           | Троделна унакрсна епизода     |
| Чикашки пламен                     | Чикашки СУП                        | Ред и закон: ОСЖ | "Ми то зовемо гумена бомбона" (Чикашки пламен С03E21) "Број пацова" (Чикашки СУП С02E20) "Верник у снове" (ОСЖ С16E20)                                                      | Појављују се у серији A: Џејсон Бег, Џон Сида, Мариска Харгитеј, Тамара Тјуни Појављују се у серији Б: Мариска Харгитеј, Дени Пино, Ајс Ти, Питер Сканавино, Џеси Спенсер, Ејмон Вокер, Ник Гелфас Појављују се у серији В: Џејсон Бег, Софија Буш, Џеси Ли Софер, Марина Скерчати, Брајан Герагти                                            | 28. и 29. април 2015.                 | Пожар у стану повезан са случајем покушаја силовања и убиства у Чикагу личи на нерешени случај у Њујорку тако да ОСЖ и обавештајна служба раде заједно на проналажењу осумњиченог.                                                                                     | Троделна унакрсна епизода     |
| Ред и закон: ОСЖ                   | Чикашки СУП                        | Н/Д              | "Потера широм земље" (ОСЖ С17E14) "Песма Грегорија Вилијама Јејтса" (Чикашки СУП С03E14)                                                                                    | Појављују се у серији A: Џејсон Бег, Софија Буш, Џон Сида Појављују се у серији Б: Мариска Харгитеј, Ајс Ти, Ејмон Вокер, Брајан Ти | 10. фебруар 2016.                     | Чикашки детективи долазе у Њујорк да помогну у лову на двојицу одбеглих убица, од којих је један Грег Јејтс, који се враћа у Чикаго и почини троструко убиство, па детективи ОСЖ одлазе у Чикаго да се придруже истрази.                                               | Дводелна унакрсна епизода     |
| Чикашка правда                     | Ред и закон                        | Чикашки СУП      | "Начело несигурности" (Чикашка правда С01E02) | Појављују се у серији A: Ричард Брукс, Џејсон Бег, Марина Скерчати, Ларојс Хокинс, Ејми Мортон | 5. март 2017.                         | На захтев наредника Хенка Војта, заступник Пол Робинет путује у Чикаго да брани полицајца Кевина Атвотера и суочава се са ПДТ Питером Стоуном, сином свог бившег колеге Бена Стоуна.                                                                                   | Гостовање                     |
| Ред и закон: ОСЖ                   | Чикашка правда                     | Ред и закон      | "Неоткривена држава" (ОСЖ С19E13) | Појављују се у серији A: Филип Винчестер, Сем Вотерстон | 7. фебруар 2018.                      | Пошто је отпутовао у Њујорк да присуствује сахрани свог оца, ПДТ из Чикага Питер Стоун прихвата понуду Џека Мекоја да ради за канцеларију тужиоца. Његов први случај је кривично гоњење ПОТ Рафаела Барбе.                                                             | Гостовање                     |
| Ред и закон: ОСЖ                   | Чикашка правда                     | Н/Д              | "Нулта трпељивост" (ОСЖ С20E03) | Појављује се у серији A: Карл Ведерс | 4. октобар 2018.                      | Пошто је дете илегалне избеглице одвојено од своје мајке, ПОТ Стоун тражи помоћ од свог бившег шефа, државног тужиоца Чикага Марка Џефрија, да их поново споји. | Гостовање                     |
| Ред и закон: ОСЖ                   | Ред и закон: Злочиначке намере     | Н/Д              | "Лов, клопка, силовање и пуштање" (ОСЖ С22E07) | Појављује се у серији A: Анабела Скјора | 18. фебруар 2021.                     | Бенсонова и екипа се удружују са бившом детективком Одељења за тешка кривична дела Керолин Барек која је нова поручник ОСЖ-а из Бронкса када је низни силоватељ напао на Менхетну.                                                                                     | Гостовање                     |
| Ред и закон: ОСЖ                   | Ред и закон: Организовани криминал | Н/Д              | "Повратак разблудног сина" (ОСЖ С22E09) "Шта се десило у Пуљи" (Организовани криминал С01E01)                                                                               | Појављује се у серији A: Кристофер Мелони Појављује се у серији Б: Мариска Харгитеј | 1. април 2021.                        | Екипа се окупља око бившег детектива ОСЖ-а Елиота Стаблера након претње његовој породици. | Дводелна унакрсна епизода     |
| Ред и закон: Организовани криминал | Ред и закон: ОСЖ                   | Н/Д              | "Није организовани криминал твог оца" (Организовани криминал С01E02) | Појављује се у серији A: Мариска Харгитеј | 8. април 2021.                        | Стаблер разговара са Бенсон у њеном ауту о њиховом незгодном састанку у предворју и чињеници да Стаблер пати од ПТСП-а. | Гостовање                     |
| Ред и закон: Организовани криминал | Ред и закон: ОСЖ                   | Н/Д              | "Ствари од којих се праве снови" (Организовани криминал С01E04) | Појављују се у серији A: Мариска Харгитеј, Питер Сканавино | 22. април 2021.                       | Кариси помаже Стаблеру и Ајани Бел да натерају Ајзака Бекара да ради са њима како би срушили Ричарда Витлија. Бенсонова помаже Стаблеровој деци у организовању интервенције за Стаблера да се избори са његовим ПТСП-ом.                                               | Гостовање                     |
| Ред и закон: ОСЖ                   | Ред и закон: Организовани криминал | Н/Д              | "Пљачка у Мулину" (ОСЖ С22E013) "Слаб производ" (Организовани криминал С01E05)                                                                                              | Појављује се у серији A: Кристофер Мелони Појављују се у серији Б: Мариска Харгитеј, Демор Барнс | 13. мај 2021.                         | Након низа злочина повезаних са дрогом, Бенсон и Стаблер раде заједно на решавању случаја. | Дводелна унакрсна епизода     |
| Ред и закон: ОСЖ                   | Ред и закон: Организовани криминал | Н/Д              | "Ја сам мислио да си на мојој страни" (ОСЖ С23E03) | Појављују се у серији A: Кристофер Мелони, Данијел Мон Труит | 30. септембар 2021.                   | Бенсонова и Ролинсова морају да се боре са ФБИ и Службом за борбу против организованог криминала када је жртва силовања препознала опасног мафијаша као свог нападача.                                                                                                 | Гостовање                     |
| Ред и закон: Организовани криминал | Ред и закон: ОСЖ                   | Н/Д              | "Разбојник Еди Вагнер" (Организовани криминал С02E03) | Појављује се у серији A: Мариска Харгитеј | 30. септембар 2021.                   | Стаблер се појављује у Бенсониној кући пошто је био дрогиран на тајном задатку. | Гостовање                     |
| Ред и закон: ОСЖ                   | Ред и закон: Организовани криминал | Н/Д              | "Брза времена у Точку" (СVU С23E05) "Добро, лоше, дивно" (Организовани криминал С02E05)                                                                                     | Појављују се у серији A: Данијел Мон Труит, Енсли Сигер Појављују се у серији Б: Мариска Харгитеј, Ајс Ти | 14. октобар 2021.                     | ОСЖ и организовани криминал раде заједно на уништавању албанског ланца трговине људима. | Гостовање                     |
| Ред и закон: ОСЖ                   | Ред и закон: Организовани криминал | Н/Д              | "Тужилаштво против Ричарда Витлија" (ОСЖ С23E09) "Божићна" (Организовани криминал С02E09)                                                                                   | Појављују се у серији A: Кристофер Мелони, Данијел Мон Труит, Тамара Тејлор, Дилан Мекдермот Појављују се у серији Б: Мариска Харгитеј, Раул Еспарза | 9. децембар 2021.                     | Кариси суди Ричарду Витлију за убиство Кети Стаблер док се Бенсонова налази у сукобу са пријатељем јер је Рафаел Барба пристао да преузме случај. | Дводелна унакрсна епизода     |
| Ред и закон: Организовани криминал | Ред и закон: ОСЖ                   | Н/Д              | "Преузимање" (Организовани криминал С02E15) | Појављује се у серији A: Мариска Харгитеј | 10. март 2022.                        | Бенсонова помаже Стаблеру и Ајани Бел да успоставе Стаблерову тајну улогу. | Гостовање                     |
| Ред и закон: Организовани криминал | Ред и закон                        | Н/Д              | "Не могу да престанем" (Организовани криминал С02E17) | Појављује се у серији A: Ден Флорек | 17. април 2022.                       | Стаблер посећује бившег капетана Крвних деликата и ОСЖ-а Доналда Крејгена у његовој кући да разговара о свом оцу. | Гостовање                     |
| Ред и закон: ОСЖ                   | Ред и закон: Организовани криминал | Н/Д              | "Да ли верујете у чуда?" (ОСЖ С23E20) "Нестала" (Организовани криминал С02E20)                                                                                              | Појављује се у серији A: Кристофер Мелони Појављује се у серији Б: Мариска Харгитеј, Октавио Писано | 6. мај 2022.                          | ОСЖ и организовани криминал трагају за отетом деветогодишњом девојчицом. | Дводелна унакрсна епизода     |
| Ред и закон                        | Ред и закон: ОСЖ                   | Н/Д              | "Црнци и плавци" (Ред и закон С21E10) | Појављује се у серији A: Мариска Харгитеј | 19. мај 2022.                         | Детектив Косгров тражи помоћ од капетанке Оливије Бенсон у решавању случаја. | Гостовање                     |
| Ред и закон: Организовани криминал | Ред и закон                        | Н/Д              | "Пријатељ или непријатељ" (Организовани криминал С02E22) | Појављује се у серији A: Ден Флорек | 19. мај 2022.                         | Бивши капетан Крвних деликата и ОСЖ-а Доналд Крејген појављује се на Стаблеровој церемонији доделе борбене медаље. | На кратко                     |
| Ред и закон: Организовани криминал | Ред и закон: ОСЖ                   | Ред и закон      | "Дајте ми склониште" (Организовани криминал С03E01) (ОСЖ С24E01) (Ред и закон С22E01)                                                                                       | Појављују се у серији A: Мариска Харгитеј, Кели Гидиш, Октавио Писано, Џефри Донован, Мекад Брукс, Камрин Менхајм Појављују се у серији Б: Кристофер Мелони, Данијел Мон Труит, Енсли Сигер, Џефри Донован, Мекад Брукс, Камрин Менхајм Појављују се у серији В: Маришка Харгитеј, Кристофер Мелони, Кели Гидиш, Питер Сканавино, Енсли Сигер | 22. септембар 2022.                   | Хладнокрвно убиство девојчице води се до међународног криминалног ланца. | Троделна унакрсна епизода     |
| Ред и закон: Организовани криминал | Ред и закон: ОСЖ                   | Н/Д              | "Те плаве очи" (Организовани криминал С03E05) | Појављује се у серији A: Кели Гидиш | 17. октобар 2022.                     | Аманда Ролинс доводи Стаблера у случај где су две девојке силовале две особе обучене као полицајци за које се сумња да су повезани са Братством. | Гостовање                     |
| Ред и закон: ОСЖ                   | Ред и закон: Организовани криминал | Н/Д              | "Лоше ствари (1. део)" (ОСЖ С24E21) "Шпијун" (Организовани криминал С03E21) "Сав бол је једна болест (2. део)" (ОСЖ С24E22) "Са много имена" (Организовани криминал С03E22) | Појављују се у серији A: Кристофер Мелони, Енсли Сигер, Брент Антонело, Рик Гонзалез. Појављују се у серији Б: Мариска Харгитеј, Ајс Ти, Питер Сканавино, Октавио Писано, Моли Барнет, Кели Гидиш | 11. и 18. мај 2023.                   | Када се ДНК из истраге силовања одељења за специјалне жртве повеже са нерешеним убиством СБПОК-а, Стаблер и Бенсонова откривају шему освете за најам на мрачној мрежи. Белова и Слутмејкерсова прате траг новца како би разоткрили анонимног творца интернет странице. | Четвороделна унакрсна епизода |
| Ред и закон: Организовани криминал | Ред и закон: ОСЖ                   | Н/Д              | "Избави нас од зла" (Организовани криминал С04E02) | Појављује се у серији A: Тамара Тјуни | 25. јануар 2024.                      | Мелинда ради обдукцију на Стаблеровом случају. | Гостовање                     |
| Ред и закон: Организовани криминал | Ред и закон: ОСЖ                   | Н/Д              | "Последња вечера" (Организовани криминал С04E04) | Појављује се у серији A: Питер Сканавино | 8. фебруар 2024.                      | Кариси води тужбу на Стаблеровом случају. | Гостовање                     |
| Ред и закон: Организовани криминал | Ред и закон                        | Н/Д              | "Изворни грех" (Организовани криминал С04E07) | Појављује се у серији A: Ден Флорек | 14. март 2024.                        | Појављује се бивши капетан ОСЖ-а и Крвних деликата Доналд Крејген | На кратко                     |
| Ред и закон: Организовани криминал | Ред и закон                        | Н/Д              | "Греси наших очева" (Организовани криминал С04E08) | Појављује се у серији A: Ден Флорек | 21. март 2024.                        | Појављује се бивши капетан ОСЖ-а и Крвних деликата Доналд Крејген | На кратко                     |

1. ↑  Иако ниједна епизода није рекламирана као званично дводелно укрштање, један лук приче који се преклапа је присутан у обе епизоде и део зашто се ликови укрштају.

### Укштања са Џоном Манчом
Лик Џон Манч, који је настао у серији Одељење за убиства: Живот на улици, познат је по томе што се појављује или помиње у великом броју других серија, у распону од појављивања у научнофантастичној серији Досије Икс до ситкома Развој хапшења, да се поименце помиње у британској криминалистичкој драми Лутер. Питање је да ли ово смешта ове серије у универзум Ред и закон или не.

## Друге повезане серије
Нови Јорк на тајном задатку (1994−98)
Створен од стране Кевина Аркадија и Дика Волфа, НЈТЗ је имплицитно био део истог универзума као и франшиза пошто су се ликови психолога и психијатара из Ред и закона појавили у серији и било је бљеска измишљених новина франшизе Новојоршка књига.
Рок (2000–2001)
Такође је створио Дик Волф са новинарима из Новојоршке књиге.
Пресуда (2006)
У овој серији глумили су Стефани Марч као Александра Кабот, Енсон Маунт као Џим Стил, Ерик Балфур као Брајан Пелузо, Џеј Август Ричардс као Били Дезмонд, Милена Говић као Џесика Роси, Џулијан Николсон као Кристина Фин и Џордан Бриџис као Ник Потер. Марчова понавља своју улогу Каботове која је пореклом из ОСЖ-а, а сада је шефица Бироа ПОТ-а за убиства. Каботова се вратила у ОСЖ након завршетка ове серије. Серија садржи већи ансамбл младих ПОТ-ова, без полиције, терапеута или медицинских вештака у главним улогама. Након његовог отказивања, две глумице серије, Милена Говић и Џулијан Николсон, наставиле су да глуме у серијама Ред и закон и Ред и закон: Злочиначке намере улоге детективке Нина Кесиди односно Меган Вилер.

## Стране адаптације
Франшиза је због своје популарности довела до прилагођавања сценарија из америчких серија у серије у страној продукцији. Серије су:
Паришке кривичне истраге
3 сезоне, 20 епизода (3. мај 2007 – 6. новембар 2008)
Париске криминалистичке истраге прате формат серије Ред и закон: Злочиначке намере, прилагођен Паризу и француском правосуђу, са детективима из Префектуре полиције ДРПЈ и јавности Министарства који покушавају да обезбеде осуду. У серији играју Винсент Перез, Сандрине Риго, Жак Патер, Хелене Годец, Лори Килинг и Одри Лутен. Серија се такође емитује у Немачкој на ZDF-у под називом Ред и закон: Париз.
Ред и закон: Одељење за теренске истраге
4 сезоне, 84 епизоде (2007–2011)
Одељење за теренске истраге прати формат серије Ред и закон: Одељење за специјалне жртве, смештен у Москви и прилагођен руском правосуђу. У серији играју Иван Оганесјан, Алиса Богарт, Димитриј Брусникин, Александар Наумов, Валериј Трошин и Ксенија Ентелис.
Ред и закон: Злочиначке намере
4 сезоне, 84 епизоде (2007–2011)
Ред и закон: Злочиначке намере прате формат истоимене изворне серије, смештен у Москви и прилагођен руском правосуђу. У серији играју Михаил Хомјаков, Игор Лагутин, Елена Ковалчук и Борис Миронов.
Ред и закон: УК
5 серија, 53 епизоде (23. фебруар 2009 – 11. јун 2014)
УК прати формат изворне емисије Ред и закон, али га прилагођава новом окружењу Лондона, а детективи из Градског ОИЗ-а и Краљевски тужиоци покушавају да обезбеде осуду. У серији играју Бредли Волш, Џејми Бамбер, Харијет Волтер, Бен Данијелс, Фрима Еџимен, Бил Патерсон, Доминик Роуан, Питер Дејвисон, Пол Николс, Патерсон Џозеф, Џорџија Тејлор, Бен Бејли Смит и Шерон Смол.

## След серије
1990−00
| Серија | Телевизијски циклус | Телевизијски циклус | Телевизијски циклус | Телевизијски циклус | Телевизијски циклус | Телевизијски циклус | Телевизијски циклус | Телевизијски циклус | Телевизијски циклус | Телевизијски циклус | Бр. епизода |
| Серија | 1990−91             | 1991−92             | 1992−93             | 1993−94             | 1994−95             | 1995−96             | 1996−97             | 1997−98             | 1998−99             | 1999−00             | Бр. епизода |
| ------ | ------------------- | ------------------- | ------------------- | ------------------- | ------------------- | ------------------- | ------------------- | ------------------- | ------------------- | ------------------- | ----------- |
| Серија | Франшиза            | Франшиза            | Франшиза            | Франшиза            | Франшиза            | Франшиза            | Франшиза            | Франшиза            | Франшиза            | Франшиза            | 1.040       |
| РиЗ    | 1                   | 2                   | 3                   | 4                   | 5                   | 6                   | 7                   | 8                   | 9                   | 10                  | 495         |
| ОСЖ    |                     |                     |                     |                     |                     |                     |                     |                     |                     | 1                   | 545         |

2000−10
| Серија | Телевизијски циклус | Телевизијски циклус | Телевизијски циклус | Телевизијски циклус | Телевизијски циклус | Телевизијски циклус | Телевизијски циклус | Телевизијски циклус | Телевизијски циклус | Телевизијски циклус | Бр. епизода |
| Серија | 2000−01             | 2001−02             | 2002−03             | 2003−04             | 2004−05             | 2005−06             | 2006−07             | 2007−08             | 2008−09             | 2009−10             | Бр. епизода |
| ------ | ------------------- | ------------------- | ------------------- | ------------------- | ------------------- | ------------------- | ------------------- | ------------------- | ------------------- | ------------------- | ----------- |
| Серија | Франшиза            | Франшиза            | Франшиза            | Франшиза            | Франшиза            | Франшиза            | Франшиза            | Франшиза            | Франшиза            | Франшиза            | 1.301       |
| РиЗ    | 11                  | 12                  | 13                  | 14                  | 15                  | 16                  | 17                  | 18                  | 19                  | 20                  | 495         |
| ОСЖ    | 2                   | 3                   | 4                   | 5                   | 6                   | 7                   | 8                   | 9                   | 10                  | 11                  | 545         |
| ЗН     |                     | 1                   | 2                   | 3                   | 4                   | 5                   | 6                   | 7                   | 8                   | 9                   | 195         |
| СПП    |                     |                     |                     |                     | 1                   |                     |                     |                     |                     |                     | 13          |
| УК     |                     |                     |                     |                     |                     |                     |                     |                     | 1                   |                     | 53          |

2010−20
| Серија | Телевизијски циклус | Телевизијски циклус | Телевизијски циклус | Телевизијски циклус | Телевизијски циклус | Телевизијски циклус | Телевизијски циклус | Телевизијски циклус | Телевизијски циклус | Телевизијски циклус | Бр. епизода |
| Серија | 2010−11             | 2011−12             | 2012−13             | 2013−14             | 2014−15             | 2015−16             | 2016−17             | 2017−18             | 2018−19             | 2019−20             | Бр. епизода |
| ------ | ------------------- | ------------------- | ------------------- | ------------------- | ------------------- | ------------------- | ------------------- | ------------------- | ------------------- | ------------------- | ----------- |
| Серија | Франшиза            | Франшиза            | Франшиза            | Франшиза            | Франшиза            | Франшиза            | Франшиза            | Франшиза            | Франшиза            | Франшиза            | 823         |
| ОСЖ    | 12                  | 13                  | 14                  | 15                  | 16                  | 17                  | 18                  | 19                  | 20                  | 21                  | 545         |
| ЗН     | 10                  |                     |                     |                     |                     |                     |                     |                     |                     |                     | 195         |
| УК     | 2                   | 3                   | 4                   | 5                   |                     |                     |                     |                     |                     |                     | 53          |
| ЛА     | 1                   |                     |                     |                     |                     |                     |                     |                     |                     |                     | 22          |
| ИЗ     |                     |                     |                     |                     |                     |                     |                     | 1                   |                     |                     | 8           |

2020−
| Серија | Телевизијски циклус | Телевизијски циклус | Телевизијски циклус | Телевизијски циклус | Бр. епизода |
| Серија | 2020−21             | 2021−22             | 2022−23             | 2023−24             | Бр. епизода |
| ------ | ------------------- | ------------------- | ------------------- | ------------------- | ----------- |
| Серија | Франшиза            | Франшиза            | Франшиза            | Франшиза            | 1.100       |
| РиЗ    |                     | 21                  | 22                  | 23                  | 495         |
| ОСЖ    | 22                  | 23                  | 24                  | 25                  | 545         |
| ОК     | 1                   | 2                   | 3                   | 4                   | 60          |

## Поставка

### Место радње
Већина америчких серија је скоро у потпуности снимљена у области Њујорка. Измишљени Универзитет "Хадсон" је место које се понавља у више серија у франшизи, засновано на Универзитетима "Колумбија" и "Нови Јорк", а неким други факултети се појављују као додатна места за снимање. Универзитет "Хадсон" се такође ређе појављује у многим другим телевизијским серијама и филмовима и представља измишљени факултет у Вашингсонтком универзуму.
Изворна серија Ред и закон снимала је неколико епизода у области Лос Анђелеса и Балтимора. Ове епизоде или делови епизода смештени су у градовима у којима су снимани и тицали су се истрага у више надлежности или изручења. Ред и закон: Лос Анђелес је проширио франшизу на нови главни град, имењак нове серије. Ред и закон: Лос Анђелес је отказан након само једне сезоне.

### Утицај на глумачку поставу
Са одређеном учесталошћу, глумци су се појављивали у различитим серијама које чине франшизу, обично као различити (понекад веома различити) ликови. То је зато што се снимање одвија у области Њујорка и тако се извлачи из исте групе глумаца. Неки истакнути примери истог глумца који игра различите улоге у различитим епизодама су:
- Ш. Епата Меркерсон је играла собарицу чије је дете убијено у епизоди прве сезоне оригиналне серије пре него што се придружила глумачкој екипи у 4. сезони као поручница Анита ван Бјурен и која је била најдуже члан глумачке екипе родитељске серије. Меркерсонова такође игра Шерон Гудвин у франшизи Чикаго која је делила бројне унакрсне епизоде са ОСЖ-ом.
- Камрин Менхајм се појавила у три епизоде оригиналне серије у првој, трећој и четвртој сезони као Лила, Марта Ролинс и Беатрис Хајнс пре него што се придружила главној екипи као поручница Кејт Диксон у 21. сезони серије након што је поново покренута 2022.[41]
- Дајен Нил је глумила силоватељку у ранијој сезони Одељења за специјалне жртве пре него што је постала помоћница окружног тужиоца за ту серију.
- Анабела Скојра је глумила адвокатицу за кривична дела у Суђењу пред поротом, а касније ортакињу детектива Мајка Логана (Крис Нот) у Злочиначким намерама.
- Џери Орбак је играо браниоца Френка Лермана у изворној серији пре него што јој се придружио као детектив Лени Бриско.
- Ајс Ти је глумио макроа познатог као Симура Стоктона у једином филму франшизе, Изгнан: Филм Ред и закон, пре него што је преузео улогу Тутуоле у ОСЖ-у.
- Ентони Андерсон је играо детектива Лушуса Блејна у епизоди седме сезоне ОСЖ-а пре него што је играо Бернарда у изворној серији.
- Ени Перис је играла егзотичну плесачицу у 12. сезони пре него што се придружила глумачкој екипи као Александра Борџија половином 15. сезоне.
- Ејми Карлсон је играла Колет Коноли у изворној серији и Патришу Ендрус у ОСЖ-у пре него што се придружила главној постави Суђења пред поротом. Године 2024. је почела да тумачи супругу начелника Мекграта Кејти у ОСЖ-у.
- Џереми Систо је играо браниоца Клинта Гловера у последњој епизоди 17. сезоне пре него што се придружио глумачкој екипи као Сајрус Лупо на почетку 18. сезоне. Систо такође игра Џубала Валентајна у франшижи ФБИ.
- Кели Гидиш је играла Дејну Стајп у Злочиначким намерама и Кару Босон у ОСЖ-у пре него што се придружила серији у 13. сезони као Аманда Ролинс.
- Раул Еспарза је играо ПОТ Кевина Малрунија у Злочиначким намерама и Дениса Ди Палму у изворној серији пре него што се придружио ОСЖ-у у 14. сезони као помоћник окружног тужиоца Рафаел Барба.
- Питер Сканавино је играо Роберта Хасела у Суђењу пред поротом, Џонија Фиста у Злочиначким намерама, Џима Андерсона у изворној серији и Џонија Дубчека у ОСЖ-у пре него што се придружио глумачкој екипи у 16. сезони као Доминик Кариси мл..
- Рик Гонзалез је играо провалника Алфонса Карденаса у једној епизоди 1. сезоне ОСЖ-а пре него што се придружио Организованом криминалу у 3. сезони као детектив Боби Рејес.
- Кевин Кејн је играо Мета Преминџера у епизоди "Приступите народу" и Унија у епизоди "Кула од карата" серије Ред и закон и Скота Рајланда у епизоди "Незамисливо", службеника Грега Вилкокса у епизоди "Добробит детета", мајора Боумена у епизоди "Потера широм земље" и Герија Кентa у епизоди "Моја судбина" Одељења за специјалне жртве пре него што је почео да тумачи детектива Терија Бруна у Одељењу за специјалне жртве.

Такође због снимања у Њујорку, бројни глумци који се појављују у Ред и закон серијама имали су редовне или епизодне улоге у сапуницама. Најистакнутија је Тамара Тјуни која је истовремено играла и обдуценткињу Мелинду Ворнер на ОСЖ-у као и (до 2007.) окружну тужитељку Џесику Грифин у Док се свет окреће. Исто тако, њујоршки позоришни глумци су такође често добијали улоге.
Такође, због дељења исте скупине телевизијских глумаца из Њујорка, глумачке екипе у серији су се значајно преклапале са оном из бивше ХБО-оове серије Оз. Ово је можда најизраженије у серији Ред и закон: Одељење за специјачне жртве чија глумачка екипа укључује три глумца која се редовно признају (Кристофер Мелони, Б. Д. Вонг и Дин Винтерс), као и два епизодна глумца (Џ. К. Симонс и Мајк Дојл) који су такође редовно глумили у серији Оз, а такође и Кетрин Ерб из Оза која је глумила у серији Ред и закон: Злочиначке намере. Слично, и у серији Ред и закон: УК је виђено значајно преклапање са глумцима других програма. Најистакнутији чланови главне поставе Фрима Еџимен и Питер Дејвисон који су глумили у Доктору Хуу пратитељку Марту Џоунс и Петог Доктора као и Бредли Волш који се придружио серији у исто време када и Џоди Витакер као Тринаести Доктор као њен пратилац Грејем О'Брајен.

## Улоге
| Ред и закон | Макс Гриви         | Џорџ Зундза                | Главни |        |        |        |        |        |        |        |      |        |      |      |      |        |  |  |  |  |  |  |  |  |  |  |  |
| Ред и закон | Мајк Логан         | Крис Нот                   | Главни |        | Главни |        |        |        |        | Гост   |      |        |      |      |      |        |  |  |  |  |  |  |  |  |  |  |  |
| Ред и закон | Доналд Крејген     | Ден Флорек                 | Главни | Главни |        |        |        |        | Гост   |        |      |        |      |      |      |        |  |  |  |  |  |  |  |  |  |  |  |
| Ред и закон | Бенџамин Стоун     | Мајкл Моријарти            | Главни |        |        |        |        |        |        |        |      |        |      |      |      |        |  |  |  |  |  |  |  |  |  |  |  |
| Ред и закон | Пол Робинет        | Ричард Брукс               | Главни |        |        |        |        |        |        |        |      |        |      |      |      | Гост   |  |  |  |  |  |  |  |  |  |  |  |
| Ред и закон | Адам Шиф           | Стивен Хил                 | Главни | Гост   |        |        |        |        |        |        |      |        |      |      |      |        |  |  |  |  |  |  |  |  |  |  |  |
| Ред и закон | Фил Серета         | Пол Сорвино                | Главни |        |        |        |        |        |        |        |      |        |      |      |      |        |  |  |  |  |  |  |  |  |  |  |  |
| Ред и закон | Елизабет Оливет    | Керолин Мекормик           | Главни | Гост   | Гост   | Гост   |        |        |        |        | Гост |        |      |      |      |        |  |  |  |  |  |  |  |  |  |  |  |
| Ред и закон | Лени Бриско        | Џери Орбак                 | Главни | Гост   | Гост   | Главни |        |        |        | Гост   |      |        |      |      |      |        |  |  |  |  |  |  |  |  |  |  |  |
| Ред и закон | Анита ван Бјурен   | Ш. Епата Меркерсон         | Главни |        | Гост   | Гост   |        |        |        |        |      |        |      |      |      |        |  |  |  |  |  |  |  |  |  |  |  |
| Ред и закон | Клер Кинкејд       | Џил Хенеси                 | Главни |        |        |        |        |        |        | Гост   |      |        |      |      |      |        |  |  |  |  |  |  |  |  |  |  |  |
| Ред и закон | Џек Мекој          | Сем Вотерстон              | Главни | Гост   |        | Гост   |        |        |        | Гост   |      |        |      |      |      |        |  |  |  |  |  |  |  |  |  |  |  |
| Ред и закон | Реј Куртис         | Бенџамин Брет              | Главни |        |        |        |        |        |        | Гост   |      |        |      |      |      |        |  |  |  |  |  |  |  |  |  |  |  |
| Ред и закон | Џејми Рос          | Кери Лоуел                 | Главни |        |        | Гост   |        |        |        | Гост   |      |        |      |      |      |        |  |  |  |  |  |  |  |  |  |  |  |
| Ред и закон | Еби Кармајкл       | Енџи Хармон                | Главни | Гост   |        |        |        |        |        |        |      |        |      |      |      |        |  |  |  |  |  |  |  |  |  |  |  |
| Ред и закон | Ед Грин            | Џеси Л. Мартин             | Главни | Гост   | Гост   | Гост   |        |        |        |        |      |        |      |      |      |        |  |  |  |  |  |  |  |  |  |  |  |
| Ред и закон | Нора Луин          | Дајен Вист                 | Главни | Гост   | Гост   |        |        |        |        |        |      |        |      |      |      |        |  |  |  |  |  |  |  |  |  |  |  |
| Ред и закон | Серена Садерлин    | Елизабет Ром               | Главни |        |        |        |        |        |        |        |      |        |      |      |      |        |  |  |  |  |  |  |  |  |  |  |  |
| Ред и закон | Артур Бренч        | Фред Далтон Томпсон        | Главни | Гост   | Гост   | Главни |        |        |        |        |      | Гост   |      |      |      |        |  |  |  |  |  |  |  |  |  |  |  |
| Ред и закон | Џо Фонтана         | Денис Фарина               | Главни |        |        | Гост   |        |        |        |        |      |        |      |      |      |        |  |  |  |  |  |  |  |  |  |  |  |
| Ред и закон | Александра Борџија | Ени Перис                  | Главни |        |        |        |        |        |        |        |      |        |      |      |      |        |  |  |  |  |  |  |  |  |  |  |  |
| Ред и закон | Ник Фалко          | Мајкл Империоли            | Главни |        |        |        |        |        |        |        |      |        |      |      |      |        |  |  |  |  |  |  |  |  |  |  |  |
| Ред и закон | Нина Кесиди        | Милена Говић               | Главни |        |        |        |        |        |        |        |      |        |      |      |      |        |  |  |  |  |  |  |  |  |  |  |  |
| Ред и закон | Кони Рубироза      | Алана де ла Гарза          | Главни | Гост   |        |        | Главни |        |        |        |      |        |      |      |      |        |  |  |  |  |  |  |  |  |  |  |  |
| Ред и закон | Сајрус Лупо        | Џереми Систо               | Главни |        |        |        |        |        |        |        |      |        |      |      |      |        |  |  |  |  |  |  |  |  |  |  |  |
| Ред и закон | Мајкл Катер        | Линус Роуч                 | Главни | Гост   |        |        |        |        |        |        |      |        |      |      |      |        |  |  |  |  |  |  |  |  |  |  |  |
| Ред и закон | Кевин Бернард      | Ентони Андерсон            | Главни |        |        |        |        |        |        |        |      |        |      |      |      |        |  |  |  |  |  |  |  |  |  |  |  |
| Ред и закон | Френк Косгров      | Џефри Донован              | Главни | Гост   |        |        |        |        | Гост   |        |      |        |      |      |      |        |  |  |  |  |  |  |  |  |  |  |  |
| Ред и закон | Кејт Диксон        | Камрин Менхајм             | Главни | Гост   |        |        |        |        | Гост   |        |      |        |      |      |      |        |  |  |  |  |  |  |  |  |  |  |  |
| Ред и закон | Нолан Прајс        | Хју Денси                  | Главни |        |        |        |        |        |        |        |      |        |      |      |      |        |  |  |  |  |  |  |  |  |  |  |  |
| Ред и закон | Саманта Марун      | Одеља Халеви               | Главни |        |        |        |        |        |        |        |      |        |      |      |      |        |  |  |  |  |  |  |  |  |  |  |  |
| Ред и закон | Џејлен Шо          | Мекад Брукс                | Главни | Гост   |        |        |        |        | Гост   |        |      |        |      |      |      |        |  |  |  |  |  |  |  |  |  |  |  |
| Ред и закон | Винсент Рајли      | Рид Скот                   | Главни |        |        |        |        |        |        |        |      |        |      |      |      |        |  |  |  |  |  |  |  |  |  |  |  |
|             |                    |                            |        |        |        |        |        |        |        |        |      |        |      |      |      |        |  |  |  |  |  |  |  |  |  |  |  |
| ОСЖ         | Елиот Стаблер      | Кристофер Мелони           | Гост   | Главни |        | Гост   |        |        | Главни |        |      |        |      |      |      |        |  |  |  |  |  |  |  |  |  |  |  |
| ОСЖ         | Оливија Бенсон     | Мариска Харгитеј           | Гост   | Главни |        | Гост   |        |        | Гост   |        |      |        | Гост | Гост |      |        |  |  |  |  |  |  |  |  |  |  |  |
| ОСЖ         | Џон Манч           | Ричард Белзер              | Гост   | Главни |        | Гост   |        |        |        | Главни |      |        |      |      |      |        |  |  |  |  |  |  |  |  |  |  |  |
| ОСЖ         | Доналд Крејген     | Ден Флорек                 | Главни | Главни |        |        |        |        | Гост   |        |      |        |      |      |      |        |  |  |  |  |  |  |  |  |  |  |  |
| ОСЖ         | Моник Џефрис       | Мишел Хрд                  |        | Главни |        |        |        |        |        |        |      |        |      |      |      |        |  |  |  |  |  |  |  |  |  |  |  |
| ОСЖ         | Александра Кабот   | Стефани Марч               |        | Главни |        |        |        |        |        |        |      | Главни |      |      |      |        |  |  |  |  |  |  |  |  |  |  |  |
| ОСЖ         | Одафин Тутуола     | Ајс Ти                     | Гост   | Главни |        |        |        |        | Гост   |        |      |        |      | Гост |      |        |  |  |  |  |  |  |  |  |  |  |  |
| ОСЖ         | Џорџ Хуанг         | Б. Д. Вонг                 |        | Главни |        |        |        |        |        |        |      |        |      |      |      |        |  |  |  |  |  |  |  |  |  |  |  |
| ОСЖ         | Кејси Новак        | Дајен Нил                  |        | Главни |        | Гост   |        |        |        |        |      |        |      |      |      |        |  |  |  |  |  |  |  |  |  |  |  |
| ОСЖ         | Мелинда Ворнер     | Тамара Тјуни               |        | Главни |        | Гост   |        |        |        |        |      |        | Гост |      |      |        |  |  |  |  |  |  |  |  |  |  |  |
| ОСЖ         | Честер Лејк        | Адам Бич                   |        | Главни |        |        |        |        |        |        |      |        |      |      |      |        |  |  |  |  |  |  |  |  |  |  |  |
| ОСЖ         | Ким Грејлек        | Микајла Мекманус           |        | Главни |        |        |        |        |        |        |      |        |      |      |      |        |  |  |  |  |  |  |  |  |  |  |  |
| ОСЖ         | Аманда Ролинс      | Кели Гидиш                 | Гост   | Главни |        |        |        |        | Гост   |        |      |        | Гост | Гост |      |        |  |  |  |  |  |  |  |  |  |  |  |
| ОСЖ         | Ник Амаро          | Дени Пино                  |        | Главни |        |        |        |        |        |        |      |        |      | Гост |      |        |  |  |  |  |  |  |  |  |  |  |  |
| ОСЖ         | Рафаел Барба       | Раул Еспарза               |        | Главни |        |        |        |        | Гост   |        |      |        |      |      |      |        |  |  |  |  |  |  |  |  |  |  |  |
| ОСЖ         | Доминик Кариси мл. | Питер Сканавино            | Гост   | Главни |        |        |        |        | Гост   |        |      |        |      | Гост |      |        |  |  |  |  |  |  |  |  |  |  |  |
| ОСЖ         | Питер Стоун        | Филип Винчестер            |        | Главни |        |        |        |        |        |        |      |        |      | Гост | Гост | Главни |  |  |  |  |  |  |  |  |  |  |  |
| ОСЖ         | Катриона Тамин     | Џејми Греј Хајдер          |        | Главни |        |        |        |        |        |        |      |        |      |      |      |        |  |  |  |  |  |  |  |  |  |  |  |
| ОСЖ         | Кристијан Гарланд  | Демор Барнс                |        | Главни |        |        |        |        | Гост   |        |      |        |      |      |      |        |  |  |  |  |  |  |  |  |  |  |  |
| ОСЖ         | Џо Веласко         | Октавио Писано             |        | Главни |        |        |        |        | Гост   |        |      |        |      |      |      |        |  |  |  |  |  |  |  |  |  |  |  |
| ОСЖ         | Грејс Манси        | Моли Барнет                |        | Главни |        |        |        |        | Гост   |        |      |        |      |      |      |        |  |  |  |  |  |  |  |  |  |  |  |
|             |                    |                            |        |        |        |        |        |        |        |        |      |        |      |      |      |        |  |  |  |  |  |  |  |  |  |  |  |
| ЗН          | Роберт Горен       | Винсент Д'Онофрио          |        |        | Главни |        |        |        |        |        |      |        |      |      |      |        |  |  |  |  |  |  |  |  |  |  |  |
| ЗН          | Александра Имс     | Кетрин Ерб                 |        | Гост   | Главни |        |        |        |        |        |      |        |      |      |      |        |  |  |  |  |  |  |  |  |  |  |  |
| ЗН          | Џејмс Дикинс       | Џејми Шериден              |        |        | Главни |        |        |        |        |        |      |        |      |      |      |        |  |  |  |  |  |  |  |  |  |  |  |
| ЗН          | Рон Карвер         | Кортни Б. Венс             |        |        | Главни |        |        |        |        |        |      |        |      |      |      |        |  |  |  |  |  |  |  |  |  |  |  |
| ЗН          | Мајк Логан         | Крис Нот                   | Главни |        | Главни |        |        |        |        | Гост   |      |        |      |      |      |        |  |  |  |  |  |  |  |  |  |  |  |
| ЗН          | Керолин Барек      | Анабела Скјора             |        | Гост   | Главни |        |        |        |        |        |      |        |      |      |      |        |  |  |  |  |  |  |  |  |  |  |  |
| ЗН          | Дени Рос           | Ерик Богосијан             |        |        | Главни |        |        |        |        |        |      |        |      |      |      |        |  |  |  |  |  |  |  |  |  |  |  |
| ЗН          | Меган Вилер        | Џулијан Николсон           |        |        | Главни |        |        |        |        |        |      |        |      |      |      |        |  |  |  |  |  |  |  |  |  |  |  |
| ЗН          | Нола Фалачи        | Алиша Вит                  |        |        | Главни |        |        |        |        |        |      |        |      |      |      |        |  |  |  |  |  |  |  |  |  |  |  |
| ЗН          | Зек Николс         | Џеф Голдблум               |        |        | Главни |        |        |        |        |        |      |        |      |      |      |        |  |  |  |  |  |  |  |  |  |  |  |
| ЗН          | Серена Стивенс     | Сефрон Бароуз              |        |        | Главни |        |        |        |        |        |      |        |      |      |      |        |  |  |  |  |  |  |  |  |  |  |  |
| ЗН          | Зои Калас          | Мери Елизабет Мастрантонио |        |        | Главни |        |        |        |        |        |      |        |      |      |      |        |  |  |  |  |  |  |  |  |  |  |  |
| ЗН          | Џозеф Хана         | Џеј О. Сандерс             |        |        | Главни |        |        |        |        |        |      |        |      |      |      |        |  |  |  |  |  |  |  |  |  |  |  |
| ЗН          | Пола Гајсон        | Џулија Ормонд              |        |        | Главни |        |        |        |        |        |      |        |      |      |      |        |  |  |  |  |  |  |  |  |  |  |  |
|             |                    |                            |        |        |        |        |        |        |        |        |      |        |      |      |      |        |  |  |  |  |  |  |  |  |  |  |  |
| СПП         | Трејси Кајбер      | Биби Њувирт                |        | Гост   |        | Главни |        |        |        |        |      |        |      |      |      |        |  |  |  |  |  |  |  |  |  |  |  |
| СПП         | Кели Гафни         | Ејми Карлсон               |        |        |        | Главни |        |        |        |        |      |        |      |      |      |        |  |  |  |  |  |  |  |  |  |  |  |
| СПП         | Хектор Салазар     | Кирк Асеведо               |        |        |        | Главни |        |        |        |        |      |        |      |      |      |        |  |  |  |  |  |  |  |  |  |  |  |
| СПП         | Артур Бренч        | Фред Далтон Томпсон        | Главни | Гост   | Гост   | Главни |        |        |        |        |      | Гост   |      |      |      |        |  |  |  |  |  |  |  |  |  |  |  |
| СПП         | Лени Бриско        | Џери Орбак                 | Главни | Гост   | Гост   | Главни |        |        |        | Гост   |      |        |      |      |      |        |  |  |  |  |  |  |  |  |  |  |  |
| СПП         | Крис Рејвел        | Скот Коен                  |        |        |        | Главни |        |        |        |        |      |        |      |      |      |        |  |  |  |  |  |  |  |  |  |  |  |
|             |                    |                            |        |        |        |        |        |        |        |        |      |        |      |      |      |        |  |  |  |  |  |  |  |  |  |  |  |
| ЛА          | Рекс Винтерс       | Скит Улрих                 |        | Гост   |        |        | Главни |        |        |        |      |        |      |      |      |        |  |  |  |  |  |  |  |  |  |  |  |
| ЛА          | Томас Џарушалски   | Кори Стол                  |        |        |        |        | Главни |        |        |        |      |        |      |      |      |        |  |  |  |  |  |  |  |  |  |  |  |
| ЛА          | Арлин Гонзалес     | Ванда де Хесус             |        |        |        |        | Главни |        |        |        |      |        |      |      |      |        |  |  |  |  |  |  |  |  |  |  |  |
| ЛА          | Арлин Гонзалес     | Рејчел Тикотин             |        |        |        |        | Главни |        |        |        |      |        |      |      |      |        |  |  |  |  |  |  |  |  |  |  |  |
| ЛА          | Евелин Прајс       | Реџина Хол                 |        |        |        |        | Главни |        |        |        |      |        |      |      |      |        |  |  |  |  |  |  |  |  |  |  |  |
| ЛА          | Рикардо Моралес    | Алфред Молина              |        |        |        |        | Главни |        |        |        |      |        |      |      |      |        |  |  |  |  |  |  |  |  |  |  |  |
| ЛА          | Лорен Стентон      | Меган Бун                  |        |        |        |        | Главни |        |        |        |      |        |      |      |      |        |  |  |  |  |  |  |  |  |  |  |  |
| ЛА          | Џо Декер           | Теренс Хауард              |        | Гост   |        |        | Главни |        |        |        |      |        |      |      |      |        |  |  |  |  |  |  |  |  |  |  |  |
| ЛА          | Кони Рубироза      | Алана де ла Гарза          | Главни | Гост   |        |        | Главни |        |        |        |      |        |      |      |      |        |  |  |  |  |  |  |  |  |  |  |  |
|             |                    |                            |        |        |        |        |        |        |        |        |      |        |      |      |      |        |  |  |  |  |  |  |  |  |  |  |  |
| ИЗ          | Лесли Абрамсон     | Еди Фалко                  |        |        |        |        |        | Главни |        |        |      |        |      |      |      |        |  |  |  |  |  |  |  |  |  |  |  |
| ИЗ          | Ерик Менендез      | Гас Халпер                 |        |        |        |        |        | Главни |        |        |      |        |      |      |      |        |  |  |  |  |  |  |  |  |  |  |  |
| ИЗ          | Лајл Менендез      | Мајлс Гастон Вилануева     |        |        |        |        |        | Главни |        |        |      |        |      |      |      |        |  |  |  |  |  |  |  |  |  |  |  |
|             |                    |                            |        |        |        |        |        |        |        |        |      |        |      |      |      |        |  |  |  |  |  |  |  |  |  |  |  |
| ОК          | Елиот Стаблер      | Кристофер Мелони           | Гост   | Главни |        | Гост   |        |        | Главни |        |      |        |      |      |      |        |  |  |  |  |  |  |  |  |  |  |  |
| ОК          | Ајана Бел          | Данијел Мон Труит          |        | Гост   |        |        |        |        | Главни |        |      |        |      |      |      |        |  |  |  |  |  |  |  |  |  |  |  |
| ОК          | Анђела Витли       | Тамара Тејлор              |        | Гост   |        |        |        |        | Главни |        |      |        |      |      |      |        |  |  |  |  |  |  |  |  |  |  |  |
| ОК          | Џет Слутмејкерс    | Енсли Сигер                | Гост   | Гост   |        |        |        |        | Главни |        |      |        |      |      |      |        |  |  |  |  |  |  |  |  |  |  |  |
| ОК          | Ричард Витли       | Дилан Мекдермот            |        | Гост   |        |        |        |        | Главни |        |      |        |      |      |      |        |  |  |  |  |  |  |  |  |  |  |  |
| ОК          | Кармен Рајли       | Нона Паркер-Џонсон         |        |        |        |        |        |        | Главни |        |      |        |      |      |      |        |  |  |  |  |  |  |  |  |  |  |  |
| ОК          | Џејми Велан        | Брент Антонело             |        | Гост   |        |        |        |        | Главни |        |      |        |      |      |      |        |  |  |  |  |  |  |  |  |  |  |  |
| ОК          | Боби Рејес         | Рик Гонзалез               |        | Гост   |        |        |        |        | Главни |        |      |        |      |      |      |        |  |  |  |  |  |  |  |  |  |  |  |
|             |                    |                            |        |        |        |        |        |        |        |        |      |        |      |      |      |        |  |  |  |  |  |  |  |  |  |  |  |

1. 1 2  Крис Нот се придружио главној глумачкој постави Злочинначких намера пошто је напустио Ред и закон.
2. 1 2 3 4 5 6 7 8 9  Ликови Мајка Логана, Ленија Бриска, Реја Кертиса, Дона Крејгена и Аните ван Бјурен такође се појављују у ТВ филму Изгнан: Филм Ред и закон из 1998.
3. 1 2  Ден Флорек придружио се главној екипи ОСЖ-а пошто је напустио Ред и закон.
4. ↑  Ричард Брукс је напустио Ред и закон после прве три сезоне и гостовао у епизодама „Старатељство”, „Право по рођењу” и „Страшна Америка”. У тим епизодама, Пол Робинет је био бранилац.
5. 1 2  Џери Орбак се придружио главној постави Суђења пред поротом пошто је напустио Ред и закон.
6. ↑  Кери Лоуел је глумила у 10. и 11. сезони у „Правди“ и „Школи бајаги“. У тим епизодама, Џејми Рос била је бранитељка.
7. 1 2  Фред Далтон Томпсон је узастопно играо у серијама Ред и закон и Ред и закон: Суђење пред поротом
8. 1 2  Алана де ла Гарза придружила се главној постави серије Ред и закон: Лос Анђелес након отказивања изворне серије.
9. ↑  Белзер је глумио детектива Џона Манча у све 122 епизоде Одељења за убиства пре него што се придружио глумачкој екипи ОСЖ-а. Такође се појавио у филму Одељење за убиства.
10. ↑  Током четири сезоне одсуства из ОСЖ-а, Марчова је завршила краткотрајну Пресуду као ПОТ Кабот.